# Althaeus folkertsi
Althaeus folkertsi is een keversoort uit de familie bladkevers (Chrysomelidae). De wetenschappelijke naam van de soort werd in 1989 gepubliceerd door Kingsolver.